# Iceland International 2014
Die Iceland International 2014 im Badminton fanden vom 23. bis zum 26. Januar 2014 in Reykjavík statt.

## Sieger und Platzierte
| Disziplin    | Gold                             | Silber                                 | Bronze                                      |
| ------------ | -------------------------------- | -------------------------------------- | ------------------------------------------- |
| Herreneinzel | Beryno Wong Jiann Tze            | Kian Andersen                          | Milan Ludík                                 |
| Herreneinzel | Beryno Wong Jiann Tze            | Kian Andersen                          | Kasper Lehikoinen                           |
| Dameneinzel  | Airi Mikkelä                     | Akvilė Stapušaitytė                    | Sia Emilie Berg                             |
| Dameneinzel  | Airi Mikkelä                     | Akvilė Stapušaitytė                    | Nanna Vainio                                |
| Herrendoppel | Martin Campbell Patrick MacHugh  | Matijs Dierickx Freek Golinski         | Wirawan Ihsan Adam Ellen Frederika Setiawan |
| Herrendoppel | Martin Campbell Patrick MacHugh  | Matijs Dierickx Freek Golinski         | Joe Morgan Nic Strange                      |
| Damendoppel  | Sarah Thomas Carissa Turner      | Sara Högnadóttir Margrét Jóhannsdóttir | Caroline Black Sinead Chambers              |
| Damendoppel  | Sarah Thomas Carissa Turner      | Sara Högnadóttir Margrét Jóhannsdóttir | Susannah Leydon-Davis Madeleine Stapleton   |
| Mixed        | Alexander Bond Ditte Søby Hansen | Nicklas Mathiasen Cecilie Bjergen      | Oliver Leydon-Davis Susannah Leydon-Davis   |
| Mixed        | Alexander Bond Ditte Søby Hansen | Nicklas Mathiasen Cecilie Bjergen      | Kevin Dennerly-Minturn Madeleine Stapleton  |

## Ergebnisse

### Herreneinzel Qualifikation
- Mikkel Stoffersen –  Palmi Gudfinnsson: 21-15 / 21-11
- Tony Stephenson –  Ragnar Hardarson: 21-13 / 21-10
- Bjarki Stefansson –  Sigurdur Sverrir Gunnarsson: 21-16 / 19-21 / 21-14
- Mathias Weber Estrup –  Peder Søvndal: 21-8 / 21-17
- Kristófer Darri Finnsson –  Chris Phillips: 21-10 / 21-12
- Wirawan Ihsan Adam –  Atli Jóhannesson: 21-19 / 21-14
- Daniel Thomsen –  Robert Thor Henn: 17-21 / 21-19 / 21-11
- Ivar Oddsson –  Ellen Frederika Setiawan: 21-17 / 21-17
- David Kim –  Egill Gudlaugsson: 21-12 / 21-16
- Mikkel Stoffersen –  Tomas Bjorn Gudmundsson: 21-7 / 21-6
- Tony Murphy –  Jan Gottesmann: 21-13 / 21-10
- Birkir Steinn Erlingsson –  Salim Ben Boudinar: 21-5 / 21-6
- Mads Storgaard Sorensen –  Heioar Sigurjonsson: 21-5 / 21-12
- Daniel Johannesson –  Eidur Isak Broddason: 17-21 / 21-11 / 21-11
- Nicklas Mathiasen –  Ólafur Örn Gudmundsson: 21-13 / 21-6
- Jonas Baldursson –  Kristjan Adalsteinsson: 21-14 / 21-13
- Viky Anindita –  Einar Oskarsson: 21-17 / 19-21 / 21-11
- Tony Stephenson –  Bjarki Stefansson: 21-9 / 21-12
- Mathias Weber Estrup –  Kristófer Darri Finnsson: 21-13 / 21-13
- Wirawan Ihsan Adam –  Daniel Thomsen: 21-12 / 21-12
- David Kim –  Ivar Oddsson: 21-9 / 21-11
- Tony Murphy –  Mikkel Stoffersen: 21-19 / 17-21 / 21-11
- Mads Storgaard Sorensen –  Birkir Steinn Erlingsson: 21-11 / 21-14
- Nicklas Mathiasen –  Daniel Johannesson: 21-12 / 21-10
- Viky Anindita –  Jonas Baldursson: 21-14 / 21-14

### Herreneinzel
- Maxime Moreels –  Matthew Carder: 21-17 / 21-14
- Wirawan Ihsan Adam –  Andrew Smith: 21-18 / 19-21 / 21-8
- Kian Andersen –  Kári Gunnarsson: 21-16 / 19-21 / 21-14
- Mathias Weber Estrup –  Ben Torrance: 21-17 / 23-21
- Marius Myhre –  Alex Lane: 21-18 / 21-11
- Milan Ludík –  Sam Dobson: 21-19 / 13-21 / 21-9
- Jonathan Persson –  Andriy Zinukhov: 21-13 / 21-15
- David Kim –  Nicklas Mathiasen: 22-20 / 21-18
- Mads Storgaard Sorensen –  Tony Murphy: 21-15 / 21-8
- Kasper Lehikoinen –  Luke Couture: 21-12 / 21-8
- Viky Anindita –  Peter Correll: 21-11 / 21-14
- Jordy Hilbink –  Josh Neil: 21-11 / 18-21 / 21-19
- Michael Spencer-Smith –  Nils Klöpfel: 21-18 / 21-14
- Beryno Wong Jiann Tze –  Søren Toft Hansen: 10-21 / 21-11 / 21-15
- Sam Parsons –  Pal Withers: 21-7 / 21-15
- Luka Wraber –  Tony Stephenson: 15-21 / 21-10 / 21-6
- Maxime Moreels –  Wirawan Ihsan Adam: 21-15 / 21-16
- Kian Andersen –  Mathias Weber Estrup: 21-16 / 21-12
- Milan Ludík –  Marius Myhre: 19-21 / 21-17 / 21-15
- David Kim –  Jonathan Persson: 21-17 / 21-11
- Kasper Lehikoinen –  Mads Storgaard Sorensen: 21-6 / 21-10
- Jordy Hilbink –  Viky Anindita: 21-11 / 21-14
- Beryno Wong Jiann Tze –  Michael Spencer-Smith: 21-10 / 21-17
- Luka Wraber –  Sam Parsons: 21-12 / 15-21 / 21-11
- Kian Andersen –  Maxime Moreels: 21-15 / 21-15
- Milan Ludík –  David Kim: 21-15 / 17-21 / 21-17
- Kasper Lehikoinen –  Jordy Hilbink: 21-16 / 23-21
- Beryno Wong Jiann Tze –  Luka Wraber: 21-14 / 21-16
- Kian Andersen –  Milan Ludík: 21-15 / 21-12
- Beryno Wong Jiann Tze –  Kasper Lehikoinen: 19-21 / 23-21 / 21-19
- Beryno Wong Jiann Tze –  Kian Andersen: 21-19 / 21-13

### Dameneinzel
- Sara Högnadóttir –  Carissa Turner: 14-21 / 21-15 / 21-15
- Kseniya Ryzhova –  Harpa Hilmisdottir: 21-13 / 23-21
- Margrét Jóhannsdóttir –  Alannah Stephenson: 19-21 / 21-10 / 21-19
- Aimee Moran –  Sunna Osp Runolfsdottir: 21-13 / 21-11
- Mathilde Bjergen –  Thorbjorg Kristinsdottir: 18-21 / 21-14 / 21-11
- Margret Nilsdottir –  Laura Baker: w.o.
- Zuzana Pavelková –  Alda Karen Jonsdottir: 21-8 / 21-16
- Sia Emilie Berg –  Margret Nilsdottir: 21-9 / 21-16
- Marie Demy –  Sara Högnadóttir: 15-21 / 21-19 / 21-12
- Airi Mikkelä –  Kseniya Ryzhova: 21-15 / 21-15
- Margrét Jóhannsdóttir –  Margret Finnbogadottir: 21-14 / 21-13
- Akvilė Stapušaitytė –  Aimee Moran: 21-15 / 21-12
- Mathilde Bjergen –  Sigríður Árnadóttir: 21-10 / 19-21 / 21-12
- Nanna Vainio –  Grace Gabriel: 21-8 / 21-15
- Sia Emilie Berg –  Zuzana Pavelková: 22-20 / 11-7 Ret.
- Airi Mikkelä –  Marie Demy: 21-9 / 21-8
- Akvilė Stapušaitytė –  Margrét Jóhannsdóttir: 21-17 / 16-21 / 21-10
- Nanna Vainio –  Mathilde Bjergen: 21-13 / 21-11
- Airi Mikkelä –  Sia Emilie Berg: 21-13 / 21-15
- Akvilė Stapušaitytė –  Nanna Vainio: 21-9 / 9-21 / 21-16
- Airi Mikkelä –  Akvilė Stapušaitytė: 21-14 / 18-21 / 21-11

### Herrendoppel
- Wirawan Ihsan Adam /  Ellen Frederika Setiawan –  Kristjan Adalsteinsson /  Ivar Oddsson: 21-6 / 21-11
- Mads Storgaard Sorensen /  Søren Toft Hansen –  Daniel Johannesson /  Einar Oskarsson: 21-14 / 21-14
- Tony Murphy /  Tony Stephenson –  Davíð Bjarni Björnsson /  Kristófer Darri Finnsson: 21-4 / 21-10
- Matthew Carder /  Jonathan Persson –  Salim Ben Boudinar /  Kjartan Valsson: 21-17 / 21-18
- Alexander Bond /  Mathias Weber Estrup –  Jonas Baldursson /  Sigurdur Sverrir Gunnarsson: 22-20 / 21-12
- Ciaran Chambers /  Ryan Stewart –  Ólafur Örn Gudmundsson /  Heioar Sigurjonsson: 21-18 / 21-8
- Atli Jóhannesson /  Kári Gunnarsson –  Chris Phillips /  Andrew Smith: 21-12 / 21-2
- Birkir Steinn Erlingsson /  Robert Thor Henn –  Manuel Vineeth /  Pochana Arjun Reddy: 15-21 / 21-19 / 21-9
- David Kim /  Mikkel Stoffersen –  Egill Gudlaugsson /  Ragnar Hardarson: 21-12 / 21-12
- Josh Neil /  Ben Torrance –  Eidur Isak Broddason /  Palmi Gudfinnsson: 21-10 / 21-12
- Wirawan Ihsan Adam /  Ellen Frederika Setiawan –  Kevin Dennerly-Minturn /  Oliver Leydon-Davis: 16-21 / 21-15 / 21-15
- Mads Storgaard Sorensen /  Søren Toft Hansen –  Bjarki Stefansson /  Daniel Thomsen: 21-14 / 21-13
- Martin Campbell /  Patrick MacHugh –  Tony Murphy /  Tony Stephenson: 21-19 / 21-15
- Alexander Bond /  Mathias Weber Estrup –  Matthew Carder /  Jonathan Persson: 21-14 / 21-18
- Atli Jóhannesson /  Kári Gunnarsson –  Ciaran Chambers /  Ryan Stewart: 18-21 / 21-16 / 21-14
- Joe Morgan /  Nic Strange –  Birkir Steinn Erlingsson /  Robert Thor Henn: 21-13 / 21-18
- David Kim /  Mikkel Stoffersen –  Orri Orn Arnason /  Tomas Bjorn Gudmundsson: 21-12 / 21-19
- Matijs Dierickx /  Freek Golinski –  Josh Neil /  Ben Torrance: 21-9 / 21-16
- Wirawan Ihsan Adam /  Ellen Frederika Setiawan –  Mads Storgaard Sorensen /  Søren Toft Hansen: 21-18 / 21-18
- Martin Campbell /  Patrick MacHugh –  Alexander Bond /  Mathias Weber Estrup: 21-15 / 21-19
- Joe Morgan /  Nic Strange –  Atli Jóhannesson /  Kári Gunnarsson: 21-19 / 15-21 / 21-17
- Matijs Dierickx /  Freek Golinski –  David Kim /  Mikkel Stoffersen: 21-7 / 21-16
- Martin Campbell /  Patrick MacHugh –  Wirawan Ihsan Adam /  Ellen Frederika Setiawan: 20-22 / 21-9 / 21-17
- Matijs Dierickx /  Freek Golinski –  Joe Morgan /  Nic Strange: 21-18 / 15-21 / 21-15
- Martin Campbell /  Patrick MacHugh –  Matijs Dierickx /  Freek Golinski: 21-15 / 12-21 / 21-14

### Damendoppel
- Cecilie Bjergen /  Mathilde Bjergen –  Thorbjorg Kristinsdottir /  Sunna Osp Runolfsdottir: 21-9 / 21-11
- Caroline Black /  Sinead Chambers –  Sigríður Árnadóttir /  Margret Finnbogadottir: 21-9 / 21-14
- Sara Högnadóttir /  Margrét Jóhannsdóttir –  Sia Emilie Berg /  Ditte Søby Hansen: 10-21 / 21-15 / 21-17
- Airi Mikkelä /  Zuzana Pavelková –  Karitas Ósk Ólafsdóttir /  Snjólaug Jóhannsdóttir: 21-19 / 21-11
- Susannah Leydon-Davis /  Madeleine Stapleton –  Brynja Pétursdóttir /  Erla Björg Hafsteinsdóttir: 21-15 / 17-21 / 21-17
- Sarah Thomas /  Carissa Turner –  Cecilie Bjergen /  Mathilde Bjergen: 21-17 / 11-21 / 21-11
- Caroline Black /  Sinead Chambers –  Elin Thora Eliasdottir /  Rakel Jóhannesdóttir: 13-21 / 27-25 / 21-14
- Sara Högnadóttir /  Margrét Jóhannsdóttir –  Airi Mikkelä /  Zuzana Pavelková: 21-15 / 21-18
- Susannah Leydon-Davis /  Madeleine Stapleton –  Keady Smith /  Alannah Stephenson: 16-21 / 21-8 / 23-21
- Sarah Thomas /  Carissa Turner –  Caroline Black /  Sinead Chambers: 21-11 / 21-14
- Sara Högnadóttir /  Margrét Jóhannsdóttir –  Susannah Leydon-Davis /  Madeleine Stapleton: 21-19 / 17-21 / 21-19
- Sarah Thomas /  Carissa Turner –  Sara Högnadóttir /  Margrét Jóhannsdóttir: 21-11 / 21-8

### Mixed
- Kristófer Darri Finnsson /  Margret Nilsdottir –  Jonas Baldursson /  Sara Högnadóttir: 21-19 / 21-19
- Nicklas Mathiasen /  Cecilie Bjergen –  Kjartan Valsson /  Erla Björg Hafsteinsdóttir: 22-20 / 21-9
- Mikkel Stoffersen /  Mathilde Bjergen –  Einar Oskarsson /  Karitas Ósk Ólafsdóttir: 21-11 / 21-16
- Alexander Bond /  Ditte Søby Hansen –  Robert Thor Henn /  Sunna Osp Runolfsdottir: 21-10 / 21-14
- Kevin Dennerly-Minturn /  Madeleine Stapleton –  Daniel Johannesson /  Sigríður Árnadóttir: 21-17 / 21-18
- Palmi Gudfinnsson /  Harpa Hilmisdottir –  Chris Phillips /  Laura Baker: w.o.
- Oliver Leydon-Davis /  Susannah Leydon-Davis –  Bjarki Stefansson /  Rakel Jóhannesdóttir: 21-19 / 21-11
- Ragnar Hardarson /  Brynja Pétursdóttir –  Palmi Gudfinnsson /  Harpa Hilmisdottir: 21-11 / 25-23
- Ryan Stewart /  Keady Smith –  Kristófer Darri Finnsson /  Margret Nilsdottir: 21-8 / 21-18
- Nicklas Mathiasen /  Cecilie Bjergen –  Birkir Steinn Erlingsson /  Thorbjorg Kristinsdottir: 21-17 / 21-15
- Egill Gudlaugsson /  Elin Thora Eliasdottir –  Mikkel Stoffersen /  Mathilde Bjergen: 21-17 / 12-21 / 21-16
- Alexander Bond /  Ditte Søby Hansen –  Atli Jóhannesson /  Snjólaug Jóhannsdóttir: 21-16 / 21-16
- Kevin Dennerly-Minturn /  Madeleine Stapleton –  Sigurdur Sverrir Gunnarsson /  Margret Finnbogadottir: 21-9 / 21-8
- Ciaran Chambers /  Sinead Chambers –  Daniel Thomsen /  Margrét Jóhannsdóttir: 21-13 / 21-15
- Oliver Leydon-Davis /  Susannah Leydon-Davis –  Ragnar Hardarson /  Brynja Pétursdóttir: 21-6 / 21-14
- Nicklas Mathiasen /  Cecilie Bjergen –  Ryan Stewart /  Keady Smith: 22-20 / 21-13
- Alexander Bond /  Ditte Søby Hansen –  Egill Gudlaugsson /  Elin Thora Eliasdottir: 21-7 / 21-7
- Kevin Dennerly-Minturn /  Madeleine Stapleton –  Ciaran Chambers /  Sinead Chambers: 21-16 / 21-15
- Nicklas Mathiasen /  Cecilie Bjergen –  Oliver Leydon-Davis /  Susannah Leydon-Davis: 21-19 / 21-19
- Alexander Bond /  Ditte Søby Hansen –  Kevin Dennerly-Minturn /  Madeleine Stapleton: 21-16 / 21-19
- Alexander Bond /  Ditte Søby Hansen –  Nicklas Mathiasen /  Cecilie Bjergen: 21-9 / 21-13